# Сім днів з російською красунею
«Сім днів з російською красунею» — радянський художній фільм, знятий у 1991 році.

## Сюжет
Дія фільму починається в Москві в червні 1991 року. Авантюрист нової хвилі, власник «липового» туристичного агентства Фурич, запрошує відвідати Росію п'ятьох іноземців - з Америки, Ізраїлю, Італії, Японії та Африки. Він пропонує «дорогим гостям» спеціальний тур Москва-Петербург-Бухара-Одеса. Вся ця затія потрібна Фуричу для одного - отримати від інвестора три мільйони доларів і втекти за кордон. Ці гроші він може отримати тільки при одній умові: іноземні туристи повинні дати позитивні інтерв'ю найбільшим телекомпаніям світу. Фурич в ім'я «великої» ідеї пускається "у всі тяжкі": шантажує переможницю конкурсу «Російська красуня», обманює простих громадян і військовослужбовців, використовує фальшиві документи і навіть намагається вбити горе-туристів...

## Список ролей

### У головних ролях
| Актор                 | Роль                              |
| --------------------- | --------------------------------- |
| Георгій Делієв        | Фурич / генерал Сидорчук          |
| Наталія Бузько        | Марія, переможниця конкурсу краси |
| Борис Барський        | Стів, турист з Америки            |
| Володимир Епіскопосян | Мганга, турист з Африки           |
| Михайло Волошин       | Мікіо, турист з Японії            |
| Яніслав Левінзон      | Андріано, турист з Італії         |
| Олександр Постоленко  | Перець, турист з Ізраїля          |

### В ролях
| Актор              | Роль                                                                    |
| ------------------ | ----------------------------------------------------------------------- |
| Володимир Комаров  | водій автобуса / червоний командир / жінка в чорному / басмач / льотчик |
| Ігор Малахов       | білий офіцер / робочий / червоний патруль / басмач                      |
| Юрій Сковороднєв   | басмач / будьоновець                                                    |
| Семен Фарада       | полковник Гемороєв                                                      |
| Леонід Ярмольник   | Фелікс                                                                  |
| Олег Філімонов     | міліціонер                                                              |
| Євген Хаїт         | міліціонер                                                              |
| Едуард Цирульників | міліціонер                                                              |
| Євген Камінський   | міліціонер                                                              |
| Олена Амінова      | адміністратор готеля                                                    |
| Олена Драпеко      | екскурсовод                                                             |
| Віктор Іллічов     | матрос                                                                  |
| Сергій Воробйов    | Махмуд / водій вантажівки                                               |
| Юрій Медведєв      | носильник                                                               |
| Юрій Володарський  | п'яничка / конферасьє / фотограф / басмач / льотчик                     |
| Ернст Романов      | інтелігент                                                              |
| Володимир Федоров  | бізнесмен                                                               |
| Ігор Кирилов       | камео                                                                   |
| Людмила Гвоздікова | дама                                                                    |
| Ігор Добряків      | продавець патронів                                                      |
| Павло Максименко   | Ленін                                                                   |
| Юрій Росляков      | Горький                                                                 |
| Володимир Уманенко | Микола II                                                               |
| Шамурат Юсупов     | караванник                                                              |
| Людмила Федонова   | Сара                                                                    |
| Унтам Элхонов      | узбек                                                                   |
| Федір Смирнов      | наречений                                                               |
| Тетяна Іванова     | працівниця аеропорту                                                    |

## Знімальна група
- Автори сценарію: Олександр Тарасуль, Георгій Делієв, Юрій Володарський, Едуард Кам'янецький
- Композитори: Іван Євдокимов, Сергій Рилєєв
- Режисери-постановники: Георгій Делієв, Юрій Володарський
- Оператори-постановники: Євген Корженков, Андрій Белканов
- Художник-постановник: Марія Петрова
- Постановник трюків: Сергій Воробйов
- Звукооператори: Ігор Замотаєв, Олександр Нехорошев
- Директор картини: Юрій Володарський
- Продюсер: Ігор Філімонов

## Технічні дані
- Країна-виробник: Росія-Україна
- Тривалість фільму: 73 хвилини (кіноверсія), 7 серій по 25 хвилин (серіал) 111 хвилин (телеверсія)
- Мова фільму: російська
- Колір: кольоровий